# Ruth Zechlin
Ruth Zechlin (Großhartmannsdorf (Saxònia), 22 de juny, 1926 - Munic (Baviera), 4 d'agost 2007), va ser una compositora, clavecinista i organista alemanya. El 1990 va ser rectora de la Hochschule für Musik "Hanns Eisler" de Berlín i de 1990 a 1993 vicepresidenta de l'Akademie der Künste zu Berlin.

## Biografia
Ruth Oschatz va néixer l'any 1926 com a filla dels pedagogs Hermann i Friedel Oschatz, de soltera Tillich, a Großhartmannsdorf prop de Freiberg a Saxònia. Els seus avis materns tenien una fàbrica de pianos a Borna. El 1928, el pare de Ruth va fer una cátedra a la Universitat de Leipzig i la família Oschatz s'hi va establir. El 1937 va néixer la seva germana, la posterior mezzosoprano Gisela Pohl. Quan era petita, Ruth va cantar en un cor de joves, on es va fer amistat amb Gisela May. Va començar a prendre classes de piano als cinc anys i va escriure la seva primera composició als set anys. El març de 1943 va sol·licitar amb èxit l'admissió a l'Acadèmia de Música de Leipzig.
A partir de 1943 va estudiar composició i direcció coral amb Johann Nepomuk David i piano amb Anton Rohden. Poc abans de la fi de la guerra, va haver de treballar a la fàbrica d'avions Junkers a Crimmitschau. El 1945 va esdevenir organista adjunta a l'església de Sant Nicolau sota el comandament del cantor Johannes Piersig. Va reprendre els seus estudis a Leipzig amb Karl Straube (orgue) i Günther Ramin (toc d'orgue litúrgic i improvisació). Altres professors van ser Hermann Heyer en història de la música, Wilhelm Weismann en composició i Rudolf Fischer en piano. El 1949 va completar l'examen d'estat. Després va ensenyar formació de l'oïda i metodologia del piano durant un any.
Georg Knepler la va portar a Berlín el 1950. Va rebre una cátedra d'harmonia, contrapunt, morfologia i musicologia a la Universitat alemanya de música. Pedagògicament, va treballar amb Rudolf Wagner-Régeny i Hanns Eisler, que la van introduir en les obres de la Segona Escola vienesa. Com a clavecinista, també va realitzar extenses gires de concerts per molts països europeus. Es va convertir en membre de l'NDPD l'any 1950 (a la dècada de 1980 va passar a la CDU). Casada amb el pianista Dieter Zechlin des de 1952, es va divorciar d'ell el 1971. El 1969 va ser nomenada professora de composició. El mateix any va ser escollida com a membre extraordinari de l'Acadèmia de les Arts de la RDA i el 1970 com a membre de ple dret. Allà va dirigir posteriorment una classe magistral de composició. Va estar en estret contacte amb els compositors Hans Werner Henze i Witold Lutosławski. Després de la seva jubilació el 1986, va ensenyar com a professora visitant. Des de 1990 va ser membre de l'Acadèmia de les Arts de Berlín, de la qual va ser vicepresidenta fins a 1993. El 28 d'octubre de 1989 va participar en el concert Against the Sleep of Reason a Berlín. El 1990 va succeir breument a Erhard Ragwitz com a rectora de l'Acadèmia de Música Hanns Eisler de Berlín.
Després del canvi polític, es va traslladar a Baviera i va viure diversos anys a Passau, on també hi vivia la seva filla Claudia. Es va fer amiga del bisbe de Passau, Franz Xaver Eder, i de l'intendent, Pankraz Freiherr von Freyberg.
Va ser enterrada al cementiri de Pfaffenhofen an der Ilm. La seva finca és ara en poder de la Biblioteca Estatal de Berlín.

## Alumnes
Entre els seus estudiants de composició hi ha Stefan Carow, Gerd Domhardt, Hans Ostarek, Stephan Winkler, Henry Berthold, Reiner Böhm, Thomas Böttger, Thomas Buchholz, Peter Dege, Zwetan Denev, Jörg Herchet, Ralf Hoyer, Peter Jarchow, Georg Katzer, Stefan Malzew, Bert Poulheim, Johannes Reiche, Janeds Reiche, Haneds Reiche, Wefelmeyer, Manfred Weiss i Hans Jürgen Wenzel.

## Reconeixements
- 1957: Medalla de Plata al Festival Mundial de la Joventut i Estudiants de Moscou (per la "Sonatina per a flauta i piano")
- 1962: Premi Goethe de la Ciutat de Berlín
- 1965: Premi d'Art de la RDA
- 1968: Premi Hanns Eisler (per "Pensaments sobre una peça per a piano de Prokofiev")
- 1968: Premi de la Crítica de la Berliner Zeitung[5] (per l'òpera per a actors "Reynard the Fox")
- 1969: Premi d'Art FDGB per a Literatura i Música[6]
- 1970: Membre extraordinari de la Secció de Música de l'Acadèmia de les Arts, Berlín (Est)
- 1972: membre titular de la Secció de Música de l'Acadèmia de les Arts, Berlín (Est)
- 1972: Medalla al Mèrit de la RDA
- 1975: Premi Nacional de la RDA d'Art i Literatura, III. Classe (per al "Concert per a orgue I")
- 1982: Premi Nacional d'Art i Literatura de la RDA, 2a promoció (per les obres orquestrals)
- 1985: Ordre del Mèrit Patriòtic en bronze[7]
- 1993: Membre de la Secció de Música de l'Acadèmia de les Arts de Berlín
- 1996: Female Composers Yesterday-Today. Premi Heidelberg Female Artists
- 1997: Membre de l'Acadèmia Lliure de les Arts de Mannheim
- 1997: Ordre del Mèrit de la República Federal d'Alemanya, 1a classe
- 1998: membre honorari del Consell de la Música Alemany
- 2001: Ordre Maximilià de Baviera per a la Ciència i l'Art